# Eurytemora hirundoides
Eurytemora hirundoides is een eenoogkreeftjessoort uit de familie van de Temoridae. De wetenschappelijke naam van de soort is voor het eerst geldig gepubliceerd in 1888 door Nordquist.